# Alphonse Picou
Alphonse Picou, né le 19 octobre 1878 à La Nouvelle-Orléans en Louisiane et mort le 4 février 1961 dans la même ville, est un clarinettiste, compositeur, arrangeur et chef d'orchestre de jazz américain et un des premiers représentants du jazz Nouvelle-Orléans.

## Carrière
Alphonse Floristan Picou commence par jouer de la guitare, puis de la clarinette à l'adolescence. Il joue dans un groupe à l'âge de 16 ans et a formé son propre ensemble à l'âge de 18. Il joue dans l'Excelsior Brass Band (en), dans l'orchestre de Freddie Keppard, dans le Tuxedo Brass Band (en) puis un temps à Chicago auprès de Manuel Perez.
Il s'éloigne ensuite du jazz, puis de la musique. Les années 1940 l'y ramènent  et il enregistre avec Papa Celestin. Il est encore actif dans les années 1950 avec son propre orchestre.
Son nom est associé à l'arrangement pour clarinette du standard de jazz High Society.